# Límni (kommunhuvudort)
Límni är en kommunhuvudort i Grekland.   Den ligger i prefekturen Nomós Evvoías och regionen Grekiska fastlandet, i den centrala delen av landet, 90 km norr om huvudstaden Aten. Límni ligger 27 meter över havet och antalet invånare är 2 072. Den ligger på ön Euboia.
Terrängen runt Límni är huvudsakligen kuperad, men västerut är den platt. Havet är nära Límni åt sydväst. Runt Límni är det ganska glesbefolkat, med 30 invånare per kvadratkilometer. Närmaste större samhälle är Malesína, 17,6 km söder om Límni. 